# Carlos Lizarazo
Carlos David Lizarazo Landazury (Cali, 26 aprile 1991) è un calciatore colombiano, centrocampista svincolato.

## Carriera

### Club
Ha giocato nella massima serie dei campionati colombiano e nordamericano (statunitense).

## Palmarès

### Club

#### Competizioni nazionali
- Copa Colombia: 1

Deportivo Cali: 2010
- Súper Liga: 1

Deportivo Cali: 2014
- US Open Cup: 1

FC Dallas: 2016